# Nation enchantée

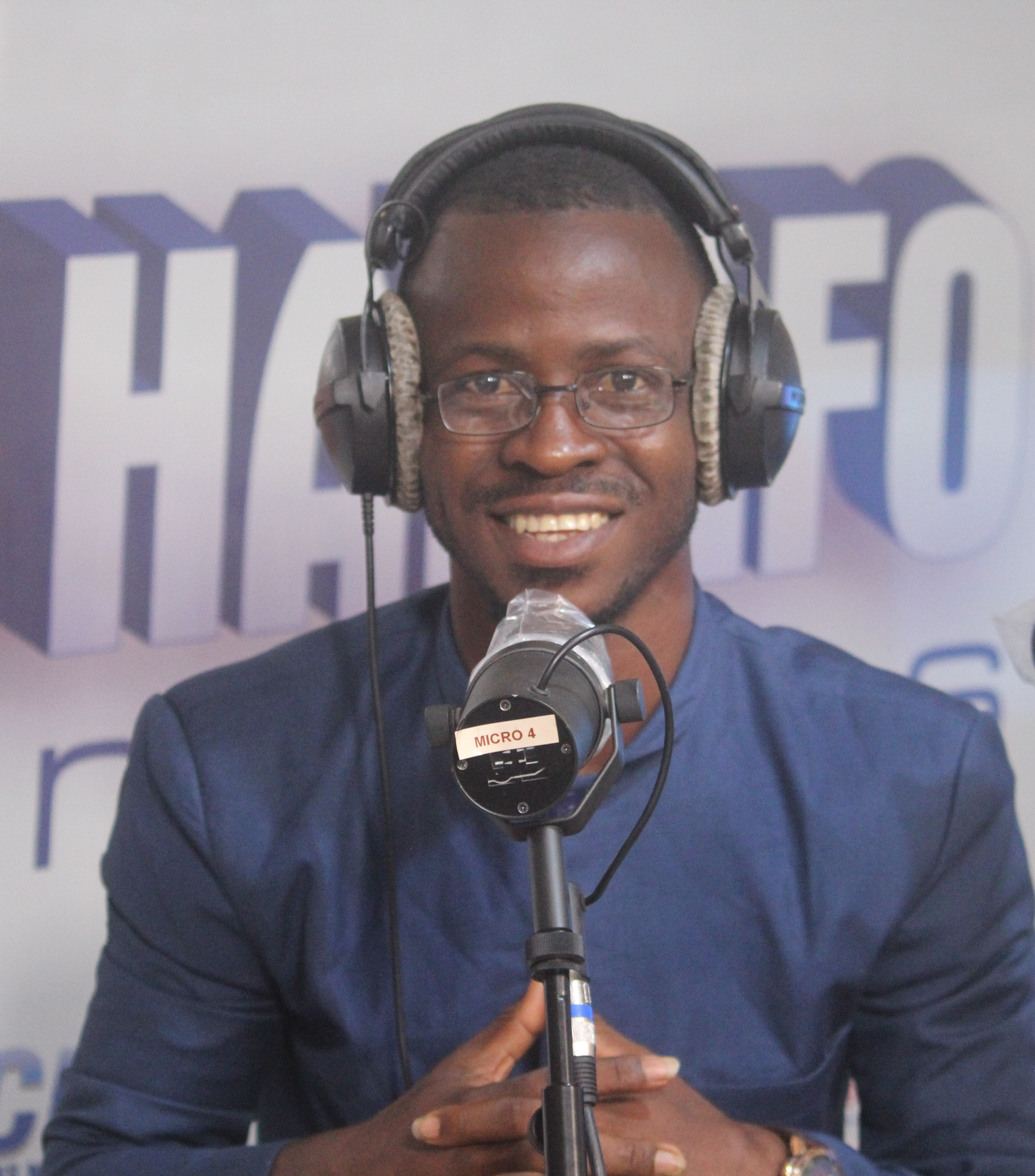
Abdourahmane sur Espace FM

Nation enchantée est un roman du jeune écrivain guinéen Abdourahmane Sénateur Diallo écrit en français et paru en 2021 aux INNOV éditions Guinée,,.

## Préface
Dans le premier pays subsaharien à affirmer avec courage son rejet de la communauté franco-africaine proposée par le président français Charles de Gaulle, dont le Président Camarade a dit  haut et fort préférer la liberté dans la pauvreté à l’opulence dans l’esclavage, la domination du colon est remplacée par celle de ses fils qui dirigent : ils pillent  et divisent.  Ce pays, « le Yamanè », dont la capitale est Katadé, qui avait prêché l’unité africaine, peine à  édifier une unité nationale.  Conscient des dangers de la division ethnique très marquée dans ce pays en proie aux factions politiques soutenues par les groupes extrémistes aux volontés hégémoniques dont « Manein-Kadi » et l’ART (Association des Ressortissants de Tougnadou), incitent à la haine de l’autre et à sa mort, un jeune étudiant, Doura Camara, décide de se dresser contre les injustices et  contribuer à l’édification de l’unité nationale à travers verbe , arme qu’il manie avec courage et dextérité.  Optimiste,  il  prêche le progrès et la réconciliation nationale sans ignorer les difficultés de la mission qu’il s’assigne : celle de contribuer à unir ceux que les piètres politiques divisent, ces laissés-pour-compte qui vivent dans le dénuement et la pauvreté. Doura Camara sait  reconnaître les  réformes portées par le gouvernement du président de son pays, Kabinet Kouyaté ; il sait admettre ses limites. Alors que ses amis désespèrent à la paix et à la prospérité dans leur pays, il sourit à tout. Pour lui, rien n’est éternel , tout finira par finir, même la nuit la plus longue. Alors il  multiplie ses plaidoyers pour la paix  dans les marchés, les bars, les écoles, les universités, dans les rues et partout pour reconvertir les mentalités au bien, inculquer le sentiment national et convier les cœurs endurcis à l’amour de l’autre et du pays, à l’abandon des discours belliqueux et à la réconciliation nationale.
Doura dénonce la politique basée sur la communauté, l’ethnie, il dénonce les injustices et la corruption en vigueur dans son pays. Cela lui vaut des ennuis, des menaces et aussi l’indifférence. Il œuvre à travers son mouvement « M224 » à l’éveil des consciences et à l’émergence d’une mentalité citoyenne qui  se bat pour la transparence, la liberté de la presse et aussi contre les velléités de confiscation du pouvoir par le président du Yamanè.
Le Yamanè s’ouvrira à la transition. Doura Camara  et ses camarades, soldats de l’unité nationale,  voient en cela un dénouement et l’aboutissement de leur  combat. Mais cette transition conduira-t-elle à la réconciliation nationale, au salut du peuple ?  Elle a quand même conduit à l’apaisement des tensions.
Ecrit dans un style agréable, simple et intelligible, ce livre d’Abdourahmane est un engagement pour la paix et la réconciliation nationale. L’auteur, en parlant d’une République fictive, « Yamanè », décrit la réalité d’une nation donnée. Il nous éclaire sur un passé récent, le fonctionnement des partis et les idéologies de leurs  dirigeants,  une démocratie factice. L’auteur évoque les violences post-électorales et dénonce les pertes matérielles et humaines qu’elles engendrent. Il dénonce les velléités de confiscation du pouvoir par les dirigeants africains. A travers ce livre, l’auteur nous décrit de façon crue notre réalité : l’échec de notre gestion de l’indépendance, l’échec de la construction nationale, les faillites des politiques de développement.  
L’auteur en déclarant son amour à la Guinée, patrie dont la bénédiction érafle les inconséquences de ses fils et filles, plaide pour  la réconciliation nationale à travers l’édification d’une nation qui célèbre sa diversité, qui valorise et respecte la différence, où les valeurs et les compétences de l’individu  comptent plus que son appartenance ethnique.

## Résumé
Quelque part en Afrique, dans un pays imaginaire, la république du Yamanè, sombre un peuple dans le noir d’une division sociale. En plus des souffrances que lui ont toujours infligées l’ensemble de ses dirigeants, la société yamanéenne s’embourbait davantage dans une scission communautaire d’une nature historique. Mais, de justesse, l’opiniâtreté d’un groupe d’activistes, réunis au sein du M224, lui évitera heureusement la dérive. Le héros du récit, Doura Camara, avec le concours de ses collègues du M224 dont il est le leader, réussira à inverser la tendance : prôner l’unité nationale et rapprocher des citoyens que tout opposait. Un éveil des consciences qui formera une société unie et prospère qui se soulèvera ensuite contre sa classe politique,.

## Prix et reconnaissance

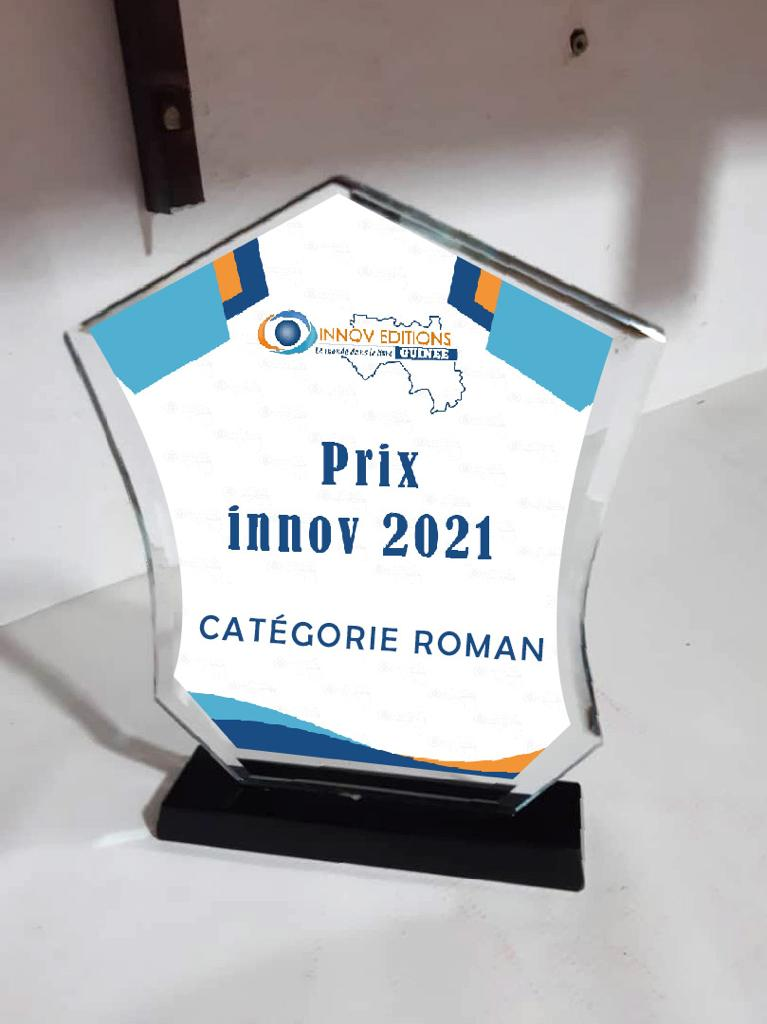

- 24 décembre 2021 : Prix Innov du Meilleur Roman de l'année, lors du gala des auteurs guinéen organisé par la maison d’édition Innov Editions Guinée[7].